# Erik Van Nevel
Erik Van Nevel (1956) ist ein belgischer Sänger und Dirigent. Er ist ein Neffe von Paul Van Nevel.

## Leben und Wirken
Er studierte Musik am Lemmensinstituut in Leuven, am Königlichen Konservatorium Brüssel und am Königliches Konservatorium Antwerpen.
Van Nevel ist sowohl Gründer, als auch Dirigent des Chors Currende, des Kammerensembles Currende Consort und dem Barockorchester Concerto Currende und leitete auch das Blasensemble Concerto Palatino. Er war der Chorleiter der Kathedrale St. Michael und St. Gudula von 1983 bis 2000 und gründete dort die Cappella Sancti Michaelis. Von 1980 bis 1985 war er der Assistent des Dirigents des flämischen Radiochors.
Van Nevels Schwerpunkt lag auf der flämischen Musik der Renaissance. Eine wichtige Aufnahme von ihm ist die 10-CD-Reihe flämischer Polyphonie zum Buch Flemish Polyphony von dem Musikwissenschaftler Ignace Bossuyt.
Er war Direktor des Forschungsprojekts Klang der Kathedrale über akustische und Aufführungsraumkonflikte.

## Diskografie
- Masters from Flanders / Erik Van Nevel (2010)
- Ave virgo sanctissima – Géry De Ghersem / Currende & Erik Van Nevel (2011)
- O Kersnacht schooner dan de daegen / Jan De Wilde & Currende (2011)
- Sacred Sounds – Cipriano de Rore / Currende & Erik Van Nevel (2015)